# Dole
Dole är en stad och kommun i departementet Jura i regionen Bourgogne-Franche-Comté i östra Frankrike. Kommunen ligger är chef-lieu för 2 kantoner som tillhör arrondissementet Dole. År 2022 hade Dole 23 784 invånare. I Dole flyter floden Doubs.

## Galleri

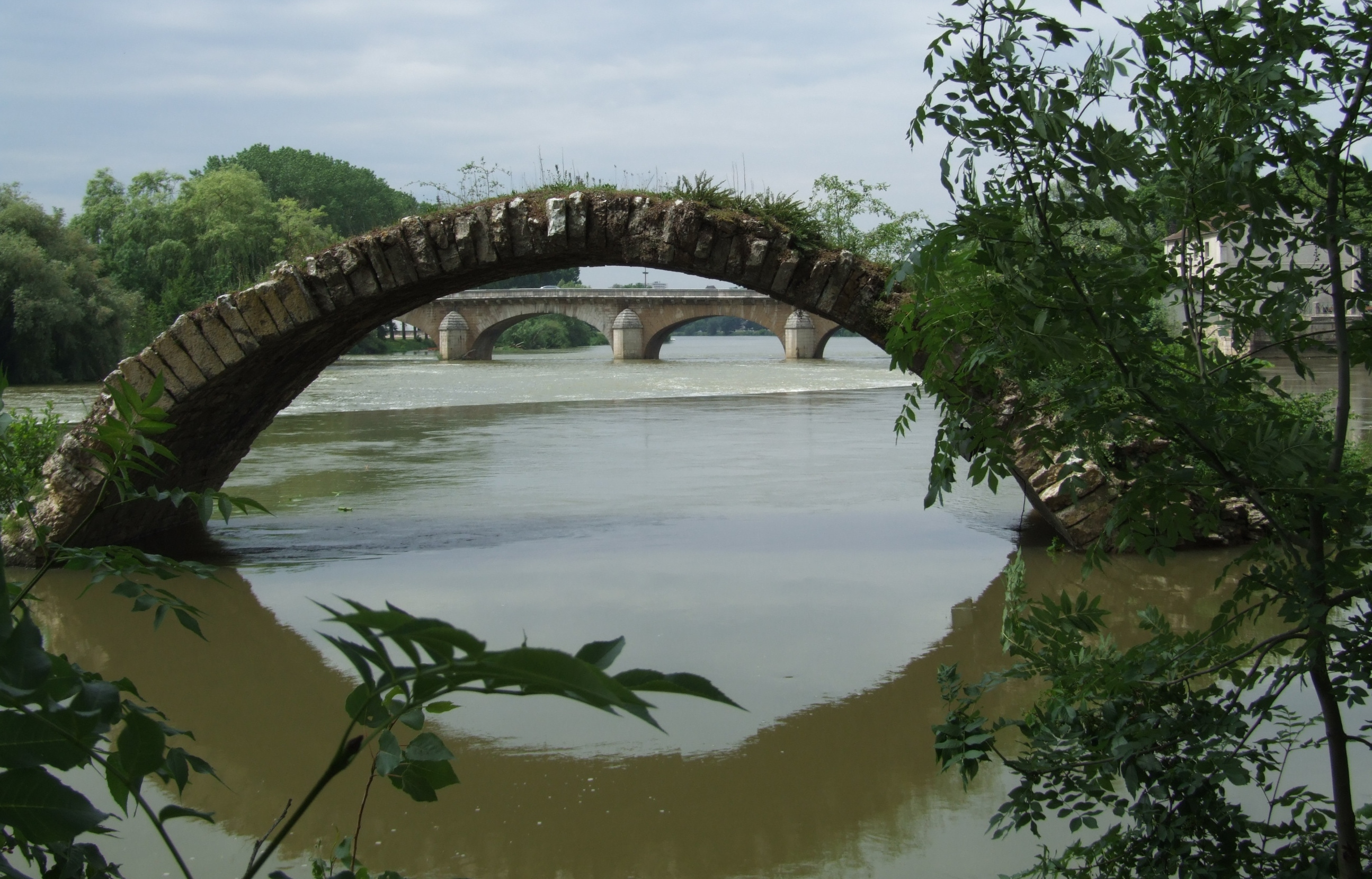
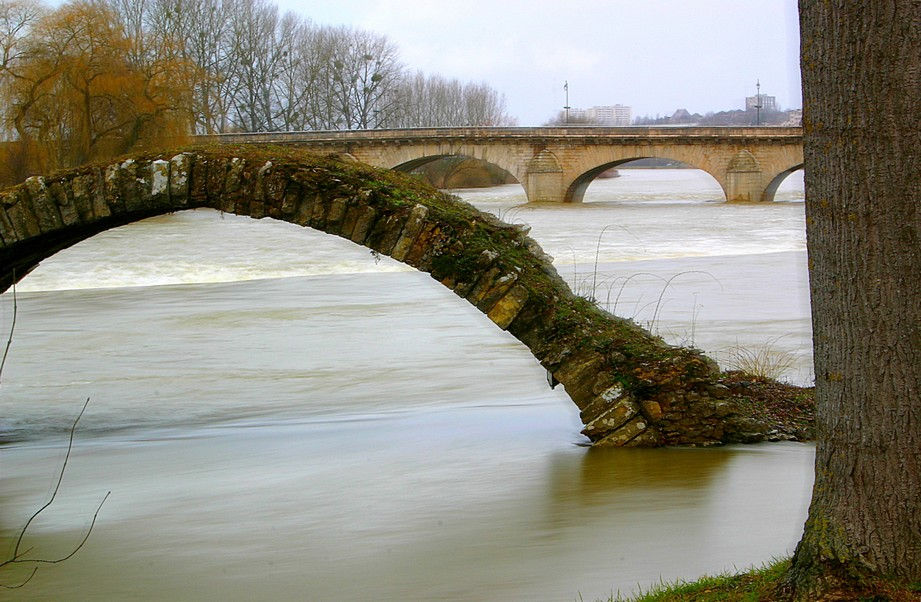
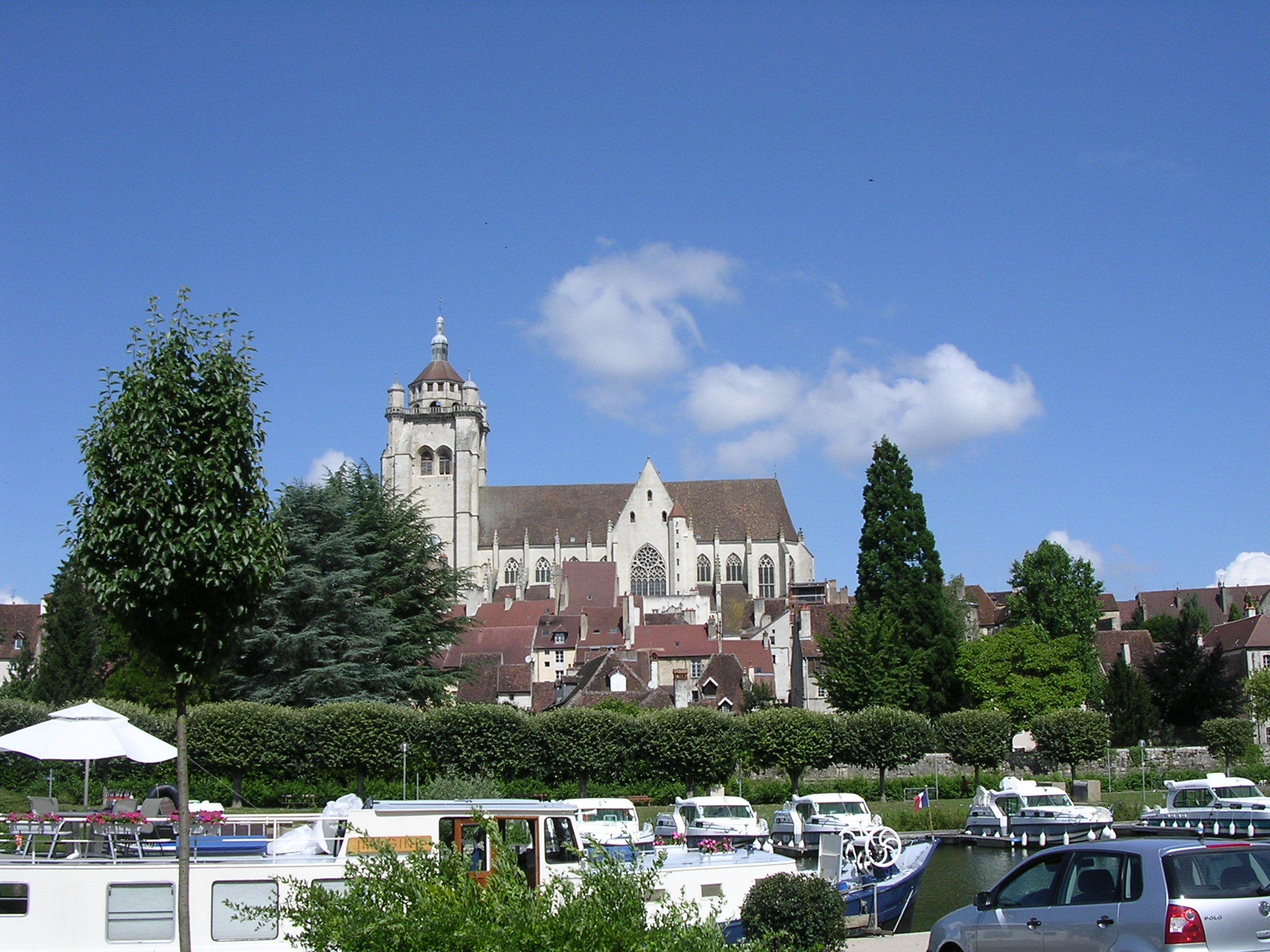
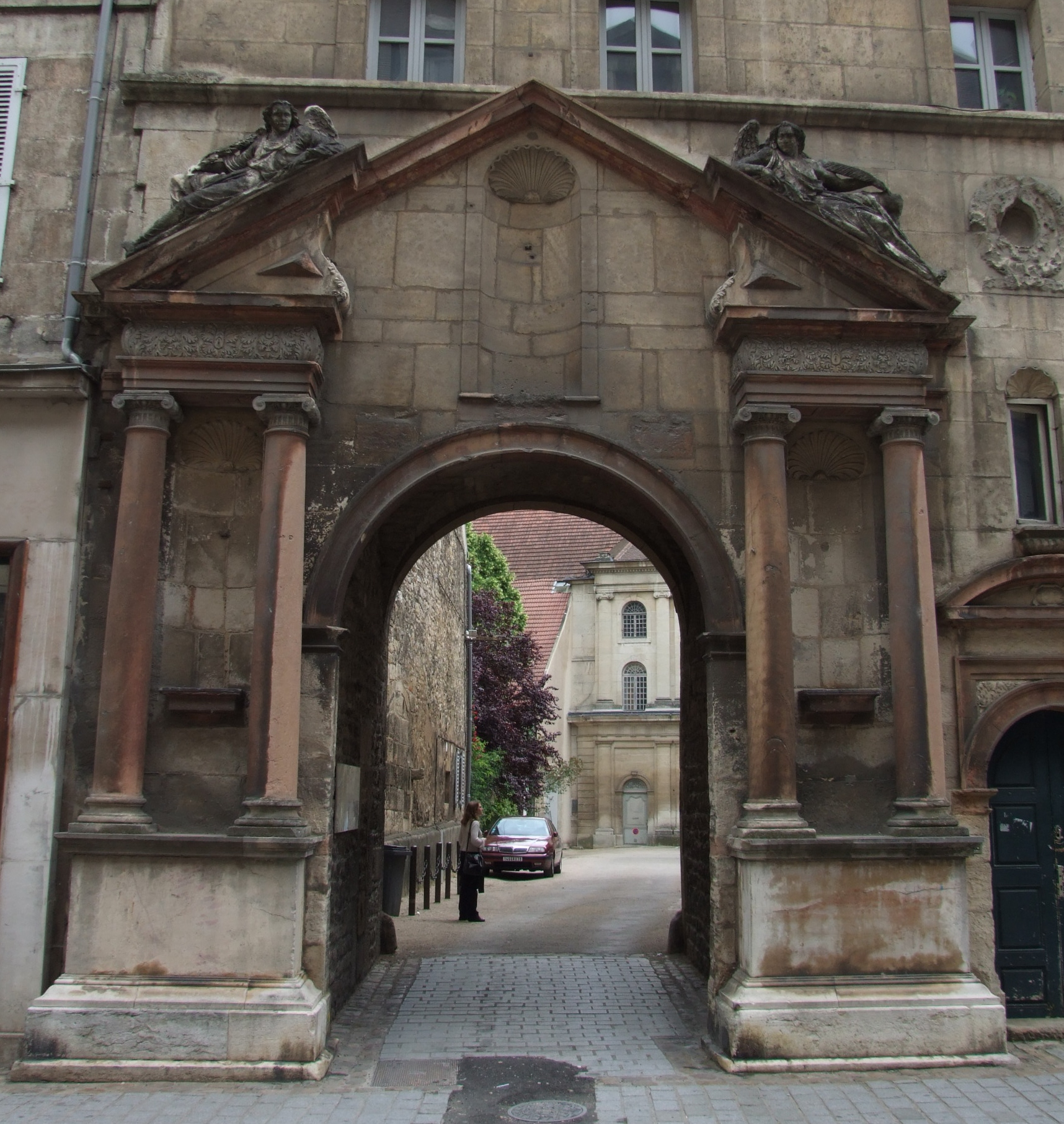
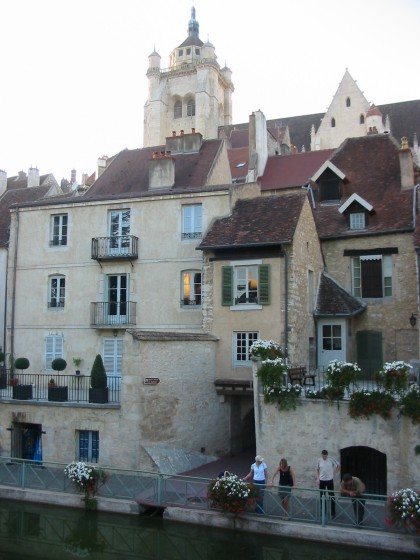

## Befolkningsutveckling
Antalet invånare i kommunen Dole
Referens:INSEE